# Basler BT-67
Basler BT-67 е двумоторен моноплан нископлощник, модифицирана версия на пътническия самолет DC-3, реализирана от Basler Turbo Conversions в гр. Ошкош, Уисконсин, САЩ (Oshkosh, Wisconsin). Със създадената модификация на DC-3 се цели чрез обновяване да се продължи експлоатацията на тази легендарна машина, като конструкцията ѝ се осъвремени с постиженията в самолетостроенето. След промените на DC-3, модификацията Basler BT-67 получава сертификат за летателна годност от Федералната авиационна администрация на САЩ (FAA) на 11 декември 1990 г.

## Основни промени
Добрите аеродинамични показатели на DC-3 са запазени след въведените промени и са подобрени полетните показатели след модифицирането чрез въвеждането на:
- смяна на радиалните бутални двигатели с вътрешно горене с турбовитлови тип Pratt & Whitney Canada PT6A-67R;
- удължаване на фюзелажа с 0,88 m, независимо от по-леките, но по-дълги двигатели, с оглед да не се променят основните центровки на самолета;
- механично заздравяване на фюзелажа, за да обезпечи необходимата здравина при експлоатация с по-висока скорост и по-висока товароподемност на самолета;
- крилото запазва формата си, но се променя неговия атакуващ ръб (leading edge) и се правят промени в двата му края (wing tip), като с това се прилагат новостите за ламинарно обтичане с по-висока скорост от тази на оригинала DC-3.
- промяна в кокпита – вградени са нови полетно-навигационни прибори на базата на съвременна авионика и са направени промени в органите за управление.

## Техническа спецификация
| Basler BT-67:               |                                     |                                          |
| Параметър                   | Показател на Basler BT-67           | Показател на оригинала DC-3              |
| Екипаж                      | 2                                   | 4                                        |
| Пътници                     | 40                                  | от 21 до 32                              |
| Дължина, m                  | 20,65                               | 19,7                                     |
| Разпереност, m              | 29,16                               | 29                                       |
| Височина на опашката, m     | 5,56                                | 5,16                                     |
| Площ на крилото, m2         | 91,7                                | 91,7                                     |
| Двигатели                   | 2 х Pratt & Whitney Canada PT6A-67R | 2 Х Pratt & Witney R1830-S1C3G Twin Vasp |
| Тип на двигателите          | турбовитлови                        | бутални двигатели с вътрешно горене      |
| Мощност, kW/hp              | 2 x 1162/1624                       | 2 x 1200 hp                              |
| Макс. скорост, km/h         | 403                                 | 381                                      |
| Крайцерска скорост, km/h    | 380                                 | 274                                      |
| Далечина на полет, km       | 2160                                | 1650                                     |
| Тип на фюзелаж              | тесен                               | тесен                                    |
| Въздушен винт               | 5-лопатен тип Hartzell              | трилопатен                               |
| Височина на полет, m        | 7620                                | 7300                                     |
| Тегло празен, kg            | 7100                                | 8300                                     |
| Макс. тегло на излитане, kg | 13 000                              | 13 190                                   |